# Jeppe Simonsen
Jeppe Friborg Simonsen (født 21. november 1995) er en haitiansk fodboldspiller, der spiller for den danske klub Fremad Amager.

## Karriere
Han debuterede i sæsonen 2014-15. Han scorede sit første Superliga-mål den 18. september 2015 til 2-1 imod AGF med et matchvindermål i det 85. minut.
I sommeren 2016 blev han udlejet til HB Køge på en lejeaftale frem til den 31. december 2016. De meddelte dog i december 2016, at de ikke ønskede at forlænge lejeaftalen med Simonsen, da de i stedet havde lejet Marco Larsen i FC Midtjylland.
Den 1. februar 2018 forlængede Simonsen sin kontrakt frem til sommeren 2021.
I august 2020 blev han tildelt prisen for 'Årets udvikling' i SønderjyskE. Det blev den 7. januar 2021 offentliggjort, at Simonsen atter havde forlænget sin kontrakt med SønderjyskE frem til 31. december 2023.
Imidlertid blev han pr. 1. februar 2022 købt af Podbeskidzie Bielsko-Biała.

## Landsholdskarriere
Han har (pr. 23. marts 2015) spillet en enkelt kamp for Danmarks U/20-fodboldlandshold, i en 1-0 sejr over De Forende Arabiske Emirater. Og spillet en U21-landsholdskamp, i et 2-0 nederlag til Tyrkiet.
I A-landsholdssammenhæng spiller Simonsen for Haiti. Således debuterede han Grundlovsdag 2021, oven i købet med en scoring.

## Titler

### Klub
SønderjyskE
- Sydbank Pokalen: 2020